# Basquetebol nos Jogos Mundiais Militares de 2011
O torneio de basquetebol nos Jogos Mundiais Militares de 2011 será disputado entre 17 e 24 de julho. Apenas a competição masculina será realizada. Todas as partidas terão lugar na Arena Multiúso do Rio de Janeiro. 
Doze equipes se inscreveram no evento, sendo divididas em dois grupos de seis equipes cada na primeira fase. As quatro melhores equipes de cada grupo avançam para as quartas-de-final. Os vencedores destes confrontos avançam para as semifinais. Os vencedores das semifinais disputarão a medalha de ouro, enquanto que os perdedores disputarão a medalha de bronze.

## Calendário
| Julho       | 15 | 16 | 17 | 18 | 19 | 20 | 21 | 22 | 23 | 24 |
| ----------- | -- | -- | -- | -- | -- | -- | -- | -- | -- | -- |
| Basquetebol |    |    |    |    |    |    |    |    |    | •  |

|  | Dia de competição |  | Dia de final |

## Medalhistas
|  | BRA Brasil |  | GRE Grécia |  | USA Estados Unidos |
|  | Tiago Nishikawa Wagner Mattos José Estevam Ferreira Júnior Wellington Santos Arthur Silva Fernando Coloneze Frederico Lima Santos Luiz Felipe Lemes Shilton Santos Tiago Lima Audrei Parisotto Luiz Felipe Ribeiro Frederico Rossi dos Santos Técnico: Alberto Bial |  | Thomas Nikos Dimitrios Kompodietas Antonios Gkontopoulos Dionisios Kapiniaris Nikolaos Tsoutsos Georgios Tirlas Themistoklis Koupidis Ioannis Psathas Serafim Theos Nikos Papanikolaou Alexandros Petroulas Dimitris Katiakos Técnico: Georgios Skropolithas |  | Paul Nelson Matthew McCraw Andrew Henke Cleveland Richard Kevin Clark John Frye Marcus Nelson Will Lewis Matthew Holland Andre Harp-Thomas Vernando Harris Jammar Major Técnico: Tyron Wright |

## Países Participantes
Um total de 12 equipes se inscreveram para a disputa do torneio:
- Brasil
- Canadá
- Cazaquistão
- Chipre
- Coreia do Sul
- Estados Unidos
- Grécia
- Itália
- Lituânia
- Catar
- Trinidad e Tobago
- Uzbequistão

## Formato
- As doze equipes são divididas em dois grupos.
- Na primeria fase, cada equipe joga contra as outras equipes do mesmo grupo, totalizando cinco jogos.
- As quatro melhores equipes se classificam para as quartas-de-final.
- As equipes que ficarem em quinto lugar em seus grupos serão classificadas em 9º e 10º de acordo com sua campanha.
- O mesmo se aplica para as últimas colocadas dos grupos, que serão classificadas em 11º e 12º.
- Nas quartas-de-final, a equipe campeã de cada grupo enfrenta a quarta colocada do outro grupo, enquanto a vice-campeã de cada grupo enfrenta a terceira colocada do outro grupo.
- A equipe vencedora do confronto entre 1º do grupo A e 4º do grupo B enfrenta a vencedora do confronto entre 3º do grupo A e 2º do grupo B na semifinal. A outra semifinal segue o mesmo esquema.
- As vencedoras das semifinais disputam a medalha de ouro. As perdedoras disputam a medalha de bronze.

## Primeira fase
As quatro melhores equipes de cada grupo se classificação para as quartas-de-final.

### Grupo A
| Equipe            | J | V | D | PF  | PS  | SP   | Pts |
| ----------------- | - | - | - | --- | --- | ---- | --- |
| Estados Unidos    | 5 | 5 | 0 | 428 | 297 | +131 | 10  |
| Grécia            | 5 | 4 | 1 | 404 | 293 | +111 | 9   |
| Trinidad e Tobago | 5 | 3 | 2 | 324 | 332 | -8   | 8   |
| Coreia do Sul     | 5 | 2 | 3 | 381 | 361 | +20  | 7   |
| Chipre            | 5 | 1 | 4 | 297 | 371 | -74  | 6   |
| Canadá            | 5 | 0 | 5 | 254 | 434 | -180 | 5   |

| 17 de Julho 09:00 | Relatório | Grécia                                                                     | 83–47 | Chipre                                                                                        |  | HSBC Arena, Rio de Janeiro Árbitros: Ciano Edoardo Gianluca Mattioli Vitenis Kaslauskas |  |
| 17 de Julho 09:00 | Relatório | Placar por quarto: 17-12, 19-11, 25-8, 22-16                               |       |                                                                                               |  | HSBC Arena, Rio de Janeiro Árbitros: Ciano Edoardo Gianluca Mattioli Vitenis Kaslauskas |  |
| 17 de Julho 09:00 | Relatório | Pts: Dimitrios Kompodietas 16 Rbts: Georgios Tirlas 9 Asts: Thomas Nikos 5 |       | Pts: Simon Michael 19 Rbts: S. Michael, Antonov Vanco 4 Asts: A. Vanco, Andreas Katsiamides 2 |  | HSBC Arena, Rio de Janeiro Árbitros: Ciano Edoardo Gianluca Mattioli Vitenis Kaslauskas |  |

| 17 de Julho 11:10 | Report | Trinidad & Tobago                                                | 68–53 | Canadá                                                                                     |  | HSBC Arena, Rio de Janeiro Árbitros: Jonas Pereira Vitenis Kaslauskas Francisco Lima Filho |  |
| 17 de Julho 11:10 | Report | Placar por quarto: 26-9, 7-16, 15-17, 20-11                      |       |                                                                                            |  | HSBC Arena, Rio de Janeiro Árbitros: Jonas Pereira Vitenis Kaslauskas Francisco Lima Filho |  |
| 17 de Julho 11:10 | Report | Pts: Stephen Lewis 19 Rbts: Reyon Wilson 5 Asts: Stephen Lewis 2 |       | Pts: Nicholas Cooke 25 Rbts: Nicholas Cooke 7 Asts: J. Carreiro, B. Krajcik, G. Anderson 2 |  | HSBC Arena, Rio de Janeiro Árbitros: Jonas Pereira Vitenis Kaslauskas Francisco Lima Filho |  |

| 17 de Julho 20:10 | Relatório | Estados Unidos                                              | 76–68 | Coreia do Sul                                                                 |  | HSBC Arena, Rio de Janeiro Árbitros: Romualdas Brazauskas Ravshan Ganiev Mauricio Serour |  |
| 17 de Julho 20:10 | Relatório | Placar por quarto: 18-14, 20-26, 15-17, 23-11               |       |                                                                               |  | HSBC Arena, Rio de Janeiro Árbitros: Romualdas Brazauskas Ravshan Ganiev Mauricio Serour |  |
| 17 de Julho 20:10 | Relatório | Pts: Matthew McCraw 25 Rbts: John Frye 8 Asts: Will Lewis 4 |       | Pts: Gwang Jae Lee 19 Rbts: Ham Jim Hoon 6 Asts: H. J. Hoon, Byung Hun Kang 3 |  | HSBC Arena, Rio de Janeiro Árbitros: Romualdas Brazauskas Ravshan Ganiev Mauricio Serour |  |

| 18 de Julho 11:10 | Relatório | Chipre                                                                | 66–42 | Canadá                                                                                       |  | HSBC Arena, Rio de Janeiro Árbitros: Patrick Rosenow Yunus Janahi Otto Wayne |  |
| 18 de Julho 11:10 | Relatório | Placar por quarto: 10-6, 22-10, 14-7, 20-19                           |       |                                                                                              |  | HSBC Arena, Rio de Janeiro Árbitros: Patrick Rosenow Yunus Janahi Otto Wayne |  |
| 18 de Julho 11:10 | Relatório | Pts: Simon Michael 19 Rbts: Andreas Stylianou 8 Asts: Simon Michael 4 |       | Pts: Bradley Krajcik, David Lloyd 10 Rbts: Nicholas Cooke 7 Asts: J. Carreiro, David Lloyd 2 |  | HSBC Arena, Rio de Janeiro Árbitros: Patrick Rosenow Yunus Janahi Otto Wayne |  |

| 18 de Julho 15:30 | Relatório | Coreia do Sul                                                                                 | 63–75 | Grécia                                                                     |  | HSBC Arena, Rio de Janeiro Árbitros: Oralia Guenther Vander Nunes Jr. Vytenis Kazlauskas |  |
| 18 de Julho 15:30 | Relatório | Placar por quarto: 16-21, 21-19, 6-15, 20-20                                                  |       |                                                                            |  | HSBC Arena, Rio de Janeiro Árbitros: Oralia Guenther Vander Nunes Jr. Vytenis Kazlauskas |  |
| 18 de Julho 15:30 | Relatório | Pts: Woo Kyum Kim 10 Rbts: J.G.Lee, Y.H.Kim, H.M.Lee 4 Asts: Byung Hun Kang, Yeong Hwan Kim 2 |       | Pts: Dimitris Katiakos 21 Rbts: Nikos Papanikolaou 10 Asts: Thomas Nikos 5 |  | HSBC Arena, Rio de Janeiro Árbitros: Oralia Guenther Vander Nunes Jr. Vytenis Kazlauskas |  |

| 18 de Julho 21:50 | Relatório | Trinidad & Tobago                                                                | 54–74 | Estados Unidos                                                  |  | HSBC Arena, Rio de Janeiro Árbitros: Choi Moon Shing Ciano Edoardo Gianluca Mattioli |  |
| 18 de Julho 21:50 | Relatório | Placar por quarto: 19-12, 17-16, 6-22, 12-24                                     |       |                                                                 |  | HSBC Arena, Rio de Janeiro Árbitros: Choi Moon Shing Ciano Edoardo Gianluca Mattioli |  |
| 18 de Julho 21:50 | Relatório | Pts: Stephen Lewis, Herdis Lewis 12 Rbts: Wilt Vincent 11 Asts: Keivan Baquain 2 |       | Pts: Jammar Major 22 Rbts: Jammar Major 8 Asts: Marcus Nelson 4 |  | HSBC Arena, Rio de Janeiro Árbitros: Choi Moon Shing Ciano Edoardo Gianluca Mattioli |  |

| 19 de Julho 11:10 | Relatório | Coreia do Sul                                                                        | 83–65 | Chipre                                                                      |  | HSBC Arena, Rio de Janeiro Público: 0 Árbitros: Ciano Edoardo Jonas Pereira Francisco Lima Filho |  |
| 19 de Julho 11:10 | Relatório | Placar por quarto: 25-23, 9-9, 20-14, 29-19                                          |       |                                                                             |  | HSBC Arena, Rio de Janeiro Público: 0 Árbitros: Ciano Edoardo Jonas Pereira Francisco Lima Filho |  |
| 19 de Julho 11:10 | Relatório | Pts: Yeong Hwam Kim 15 Rbts: B.H.Kang, Y.H.Kim, H.M.Lee 4 Asts: B.H.Kang, H.J.Hoon 3 |       | Pts: Kyriakos Pantziaros 17 Rbts: Loizidis Christos 6 Asts: Simon Michael 5 |  | HSBC Arena, Rio de Janeiro Público: 0 Árbitros: Ciano Edoardo Jonas Pereira Francisco Lima Filho |  |

| 19 de Julho 13:20 | Relatório | Canadá                                                                                        | 45–103 | Estados Unidos                                                                       |  | HSBC Arena, Rio de Janeiro Público: 0 Árbitros: Vander Nunes Jr. Charalambos Santos Ravshan Ganiev |  |
| 19 de Julho 13:20 | Relatório | Placar por quarto: 7-31, 12-26, 11-19, 15-27                                                  |        |                                                                                      |  | HSBC Arena, Rio de Janeiro Público: 0 Árbitros: Vander Nunes Jr. Charalambos Santos Ravshan Ganiev |  |
| 19 de Julho 13:20 | Relatório | Pts: Bradley Krajcik 15 Rbts: Jonathan Carreiro, Laszlo Andrew Rupf 5 Asts: Bradley Krajcik 2 |        | Pts: Matthew Holland, Paul Nelson 22 Rbts: Vernando Harris 10 Asts: Matthew McCrew 3 |  | HSBC Arena, Rio de Janeiro Público: 0 Árbitros: Vander Nunes Jr. Charalambos Santos Ravshan Ganiev |  |

| 19 de Julho 19:50 | Relatório | Grécia                                                                    | 71–54 | Trinidad & Tobago                                                 |  | HSBC Arena, Rio de Janeiro Árbitros: Wayne Otto Mauricio Serour Romualdas Brazauskas |  |
| 19 de Julho 19:50 | Relatório | Placar por quarto: 21-18, 18-11, 13-13, 19-12                             |       |                                                                   |  | HSBC Arena, Rio de Janeiro Árbitros: Wayne Otto Mauricio Serour Romualdas Brazauskas |  |
| 19 de Julho 19:50 | Relatório | Pts: Nikos Papanikolaou 14 Rbts: Nikolaos Tsoutsos 7 Asts: Thomas Nikos 5 |       | Pts: Wilt Vincent 11 Rbts: Keivan Baquain 9 Asts: Stephen Lewis 2 |  | HSBC Arena, Rio de Janeiro Árbitros: Wayne Otto Mauricio Serour Romualdas Brazauskas |  |

| 20 de Julho 11:10 | Relatório | Chipre | 54–93 | Estados Unidos                                                                                   |  | HSBC Arena, Rio de Janeiro Árbitros: Gianluca Mattioli Romualdas Brazauskas Mauricio Serour |  |
| 20 de Julho 11:10 | Relatório | Placar por quarto: 15-25, 11-14, 16-24, 12-30                                                                       |       |                                                                                                  |  | HSBC Arena, Rio de Janeiro Árbitros: Gianluca Mattioli Romualdas Brazauskas Mauricio Serour |  |
| 20 de Julho 11:10 | Relatório | Pts: Simon Michael, Nicolas Constantinou 15 Rbts: Simon Michael, Kyriakos Pantziaros 5 Asts: Nicolas Constantinou 4 |       | Pts: Jammar Major 15 Rbts: Kevin Clark 10 Asts: Cleveland Richard, Marcus Nelson, Andrew Henke 3 |  | HSBC Arena, Rio de Janeiro Árbitros: Gianluca Mattioli Romualdas Brazauskas Mauricio Serour |  |

| 20 de Julho 15:30 | Relatório | Trinidad & Tobago                                                | 78–69 | Coreia do Sul                                                                   |  | HSBC Arena, Rio de Janeiro Árbitros: Patrick Rosenow Anthony Forde Oralia Guenther |  |
| 20 de Julho 15:30 | Relatório | Placar por quarto: 20-23, 23-15, 12-20, 23-11                    |       |                                                                                 |  | HSBC Arena, Rio de Janeiro Árbitros: Patrick Rosenow Anthony Forde Oralia Guenther |  |
| 20 de Julho 15:30 | Relatório | Pts: Stephen Lewis 30 Rbts: Wilt Vincent 9 Asts: Stephen Lewis 4 |       | Pts: B. H. Kang, G. J. Lee 15 Rbts: Ham Ji Hoon 9 Asts: B. H. Kang, H. M. Lee 6 |  | HSBC Arena, Rio de Janeiro Árbitros: Patrick Rosenow Anthony Forde Oralia Guenther |  |

| 20 de Julho 19:50 | Relatório | Canadá | 47–99 | Grécia                                                                           |  | HSBC Arena, Rio de Janeiro Árbitros: Jonas Pereira Yunus Janahi Vander Nunes Jr. |  |
| 20 de Julho 19:50 | Relatório | Placar por quarto: 12-22, 9-26, 14-26, 12-25                                                                                 |       |                                                                                  |  | HSBC Arena, Rio de Janeiro Árbitros: Jonas Pereira Yunus Janahi Vander Nunes Jr. |  |
| 20 de Julho 19:50 | Relatório | Pts: Nicholas Cooke 19 Rbts: Nicholas Cooke 7 Asts: Nicholas Cooke , Michael Stainton, Matthew Bentley, Andrew Laszlo Rupf 1 |       | Pts: Ioannis Psathas 14 Rbts: Nikos Papanikolaou 5 Asts: Antonios Gkontopoulos 5 |  | HSBC Arena, Rio de Janeiro Árbitros: Jonas Pereira Yunus Janahi Vander Nunes Jr. |  |

| 21 de Julho 11:10 | Relatório | Chipre | 65–70 | Trinidad & Tobago                                                 |  | HSBC Arena, Rio de Janeiro Árbitros: Vander Nunes Jr. Jonas Pereira Patrick Rosenow |  |
| 21 de Julho 11:10 | Relatório | Placar por quarto: 19-14, 4-22, 20-12, 22-22                                                                             |       |                                                                   |  | HSBC Arena, Rio de Janeiro Árbitros: Vander Nunes Jr. Jonas Pereira Patrick Rosenow |  |
| 21 de Julho 11:10 | Relatório | Pts: Andreas Katsiamides, Nicolas Constantinou 18 Rbts: Andreas Katsiamides 5 Asts: Simon Michael, Andreas Katsiamides 3 |       | Pts: Keivan Baquain 13 Rbts: Wilt Vincent 9 Asts: Stephen Lewis 7 |  | HSBC Arena, Rio de Janeiro Árbitros: Vander Nunes Jr. Jonas Pereira Patrick Rosenow |  |

| 21 de Julho 15:30 | Relatório | Estados Unidos | 82–76 | Grécia                                                                          |  | HSBC Arena, Rio de Janeiro Árbitros: Edoardo Ciano Vytenis Kazlauskas Francisco Lima Filho |  |
| 21 de Julho 15:30 | Relatório | Placar por quarto: 22-16, 18-11, 16-25, 26-24                                                                     |       |                                                                                 |  | HSBC Arena, Rio de Janeiro Árbitros: Edoardo Ciano Vytenis Kazlauskas Francisco Lima Filho |  |
| 21 de Julho 15:30 | Relatório | Pts: Matthew McCraw 21 Rbts: Jammar Major 7 Asts: Cleveland Richard, Marcus Nelson, Matthew McCraw, Kevin Clark 2 |       | Pts: Ioannis Psathas 21 Rbts: Nikos Papanikolaou 9 Asts: Alexandros Petroulas 3 |  | HSBC Arena, Rio de Janeiro Árbitros: Edoardo Ciano Vytenis Kazlauskas Francisco Lima Filho |  |

| 21 de Julho 17:40 | Relatório | Canadá                                                                                    | 67–98 | Coreia do Sul                                                   |  | HSBC Arena, Rio de Janeiro Árbitros: Vander Nunes Jr. Gianluca Mattioli Romualdas Brazauskas |  |
| 21 de Julho 17:40 | Relatório | Placar por quarto: 11-29, 20-13, 16-27, 20-29                                             |       |                                                                 |  | HSBC Arena, Rio de Janeiro Árbitros: Vander Nunes Jr. Gianluca Mattioli Romualdas Brazauskas |  |
| 21 de Julho 17:40 | Relatório | Pts: Nicholas Cooke 22 Rbts: Paul Garrett Campbell, Bradley Krajcik 6 Asts: Jeremy Kerr 5 |       | Pts: Byung Hun Kang 17 Rbts: Ham Ji Hoon 4 Asts: Hyun Min Lee 3 |  | HSBC Arena, Rio de Janeiro Árbitros: Vander Nunes Jr. Gianluca Mattioli Romualdas Brazauskas |  |

### Grupo B
| Equipe      | J | V | D | PF  | PS  | SP  | Pts |
| ----------- | - | - | - | --- | --- | --- | --- |
| Lituânia    | 5 | 5 | 0 | 406 | 320 | +86 | 10  |
| Brasil      | 5 | 4 | 1 | 345 | 279 | +66 | 9   |
| Itália      | 5 | 3 | 2 | 382 | 376 | +6  | 8   |
| Catar       | 5 | 1 | 4 | 352 | 367 | -15 | 6   |
| Cazaquistão | 5 | 1 | 4 | 302 | 340 | -38 | 6   |
| Uzbequistão | 5 | 1 | 4 | 289 | 384 | -95 | 6   |

| 17 de Julho 13:20 | Relatório | Itália                                                                | 75–65 | Cazaquistão                                                           |  | HSBC Arena, Rio de Janeiro Árbitros: Oralia Guenther Yunus Janahi Choi Moon Shig |  |
| 17 de Julho 13:20 | Relatório | Placar por quarto: 17-11, 23-18, 21-20, 14-16                         |       |                                                                       |  | HSBC Arena, Rio de Janeiro Árbitros: Oralia Guenther Yunus Janahi Choi Moon Shig |  |
| 17 de Julho 13:20 | Relatório | Pts: Patrick Baldassarre 21 Rbts: Andrea Storchi 9 Asts: A. Storchi 3 |       | Pts: Vsevolod Fadeikein 15 Rbts: V. Fadeikein 9 Asts: Maxim Smirnov 3 |  | HSBC Arena, Rio de Janeiro Árbitros: Oralia Guenther Yunus Janahi Choi Moon Shig |  |

| 17 de Julho 15:30 | Relatório | Qatar                                                    | 85–60 | Uzbequistão                                                                             |  | HSBC Arena, Rio de Janeiro Árbitros: Wayne Otto Anthony Forde Vander Nunes Jr. |  |
| 17 de Julho 15:30 | Relatório | Placar por quarto: 27-9, 25-6, 12-20, 21-25              |       |                                                                                         |  | HSBC Arena, Rio de Janeiro Árbitros: Wayne Otto Anthony Forde Vander Nunes Jr. |  |
| 17 de Julho 15:30 | Relatório | Pts: Ali Ali 20 Rbts: Fadi Ani Abilmoni 7 Asts: A. Ali 3 |       | Pts: V. Denisov, K. Gusev 12 Rbts: Hurmatjon Nuraliev 7 Asts: H. Nuraliev, E. Shatrov 3 |  | HSBC Arena, Rio de Janeiro Árbitros: Wayne Otto Anthony Forde Vander Nunes Jr. |  |

| 17 de Julho 20:00 | Relatório | Lituânia | 65–61 | Brasil                                                                          |  | HSBC Arena, Rio de Janeiro Árbitros: Charalambos Santos Patrick Rosenow Afentoulidis Vasileios |  |
| 17 de Julho 20:00 | Relatório | Placar por quarto: 19-23, 13-10, 13-10, 20-18                                                                                                   |       |                                                                                 |  | HSBC Arena, Rio de Janeiro Árbitros: Charalambos Santos Patrick Rosenow Afentoulidis Vasileios |  |
| 17 de Julho 20:00 | Relatório | Pts: G. Andrijauskas, V. Sarakauskas 17 Rbts: M. Kagauda, T. Lukosevičius 5 Asts: G. Andrijauskas, V. Sarakauskas, M. Kagauda, R. Ambrulaitis 1 |       | Pts: Luis Felipe Ribeiro 20 Rbts: Wagner Mattos 7 Asts: Frederico Lima Santos 5 |  | HSBC Arena, Rio de Janeiro Árbitros: Charalambos Santos Patrick Rosenow Afentoulidis Vasileios |  |

| 18 de Julho 09:00 | Relatório | Cazaquistão                                                                                   | 58–59 | Uzbequistão                                                               |  | HSBC Arena, Rio de Janeiro Árbitros: Francisca Lima Filho Afentoulidis Vasileios Charalambos Santos |  |
| 18 de Julho 09:00 | Relatório | Placar por quarto: 18-19, 9-8, 11-17, 20-15                                                   |       |                                                                           |  | HSBC Arena, Rio de Janeiro Árbitros: Francisca Lima Filho Afentoulidis Vasileios Charalambos Santos |  |
| 18 de Julho 09:00 | Relatório | Pts: Dimitriy Gavrilov, Dimitriy Klimov 17 Rbts: Dimitriy Klimov 10 Asts: Vsevolod Fadeikin 4 |       | Pts: Alelsandr Kolov 21 Rbts: Alelsandr Kolov 10 Asts: Evgenily Shatrov 2 |  | HSBC Arena, Rio de Janeiro Árbitros: Francisca Lima Filho Afentoulidis Vasileios Charalambos Santos |  |

| 18 de Julho 13:20 | Relatório | Qatar                                                      | 69–82 | Lituânia                                                                                       |  | HSBC Arena, Rio de Janeiro Árbitros: Jonas Pereira Mauricio Serour Edoardo Ciano |  |
| 18 de Julho 13:20 | Relatório | Placar por quarto: 20-18, 12-21, 15-19, 22-24              |       |                                                                                                |  | HSBC Arena, Rio de Janeiro Árbitros: Jonas Pereira Mauricio Serour Edoardo Ciano |  |
| 18 de Julho 13:20 | Relatório | Pts: Fadi Hani Abilmoni 23 Rbts: Ali Ali 4 Asts: Ali Ali 4 |       | Pts: Marius Kugauda 23 Rbts: Vytautas Sarakauskas 8 Asts: Gytis Andrijauskas, Rumsa Henrikas 3 |  | HSBC Arena, Rio de Janeiro Árbitros: Jonas Pereira Mauricio Serour Edoardo Ciano |  |

| 18 de Julho 19:40 | Relatório | Brasil                                                                            | 73–64 | Itália                                                                  |  | HSBC Arena, Rio de Janeiro Árbitros: Romualdas Brazauskas Ravshan Ganiev Anthony Forde |  |
| 18 de Julho 19:40 | Relatório | Placar por quarto: 15-10, 22-14, 14-27, 22-13                                     |       |                                                                         |  | HSBC Arena, Rio de Janeiro Árbitros: Romualdas Brazauskas Ravshan Ganiev Anthony Forde |  |
| 18 de Julho 19:40 | Relatório | Pts: Luiz Felipe Ribeiro 15 Rbts: Luiz Felipe Ribeiro 8 Asts: Luiz Felipe Lemes 3 |       | Pts: Roberto Prandin 22 Rbts: Patrick Baldassare 9 Asts: Stefano Leva 4 |  | HSBC Arena, Rio de Janeiro Árbitros: Romualdas Brazauskas Ravshan Ganiev Anthony Forde |  |

| 19 de Julho 09:00 | Relatório | Uzbequistão                                                                                      | 53–86 | Lituânia |  | HSBC Arena, Rio de Janeiro Público: 0 Árbitros: Choi Moon Shig Yunus Janahi Ginaluca Mattioli |  |
| 19 de Julho 09:00 | Relatório | Placar por quarto: 7-21, 11-24, 15-20, 20-21                                                     |       | |  | HSBC Arena, Rio de Janeiro Público: 0 Árbitros: Choi Moon Shig Yunus Janahi Ginaluca Mattioli |  |
| 19 de Julho 09:00 | Relatório | Pts: Aleksandr Kozlov 15 Rbts: Gennadly Zinovyev 8 Asts: Samender Juginisovs,Gennadly Zinovyev 3 |       | Pts: Rumsa Henrikas 20 Rbts: Eimantas Narusis 11 Asts: E. Narusis, V. Sarakauskas, R. Ambrulaitis, T. Lukosevicius 3 |  | HSBC Arena, Rio de Janeiro Público: 0 Árbitros: Choi Moon Shig Yunus Janahi Ginaluca Mattioli |  |

| 19 de Julho 15:30 | Relatório | Brasil                                                                                    | 59–47 | Cazaquistão |  | HSBC Arena, Rio de Janeiro Público: 0 Árbitros: Anthony Forde Choi Moon Shig Oralia Guenther |  |
| 19 de Julho 15:30 | Relatório | Placar por quarto: 13-9, 14-12, 18-14, 14-12                                              |       | |  | HSBC Arena, Rio de Janeiro Público: 0 Árbitros: Anthony Forde Choi Moon Shig Oralia Guenther |  |
| 19 de Julho 15:30 | Relatório | Pts: José Estevam Ferreira Júnior 10 Rbts: Wagner Mattos 10 Asts: Frederico Lima Santos 3 |       | Pts: Vsevolod Fadeikin 16 Rbts: Vsevolod Fadeikin 7 Asts: v. Fadeikin, V. Savchenko, A. Timoshin, I. Nechayev, I. Kulkin 1 |  | HSBC Arena, Rio de Janeiro Público: 0 Árbitros: Anthony Forde Choi Moon Shig Oralia Guenther |  |

| 19 de Julho 17:40 | Relatório | Itália                                                                                   | 85–80 | Qatar                                                                              |  | HSBC Arena, Rio de Janeiro Público: 0 Árbitros: Vytenis Kazlauskas Patrick Rosenow Afentoulidis Vasileios |  |
| 19 de Julho 17:40 | Relatório | Placar por quarto: 24-18, 14-22, 24-21, 23-19                                            |       |                                                                                    |  | HSBC Arena, Rio de Janeiro Público: 0 Árbitros: Vytenis Kazlauskas Patrick Rosenow Afentoulidis Vasileios |  |
| 19 de Julho 17:40 | Relatório | Pts: Roberto Prandin 21 Rbts: Patrick Baldassare 6 Asts: Roberto Prandin, Stefano Leva 4 |       | Pts: Ali Ali 22 Rbts: Ali Ali, Baker Ahmed Mohammed 6 Asts: Baker Ahmed Mohammed 5 |  | HSBC Arena, Rio de Janeiro Público: 0 Árbitros: Vytenis Kazlauskas Patrick Rosenow Afentoulidis Vasileios |  |

| 20 de Julho 09:00 | Relatório | Cazaquistão                                                             | 56–82 | Lituânia                                                                                          |  | HSBC Arena, Rio de Janeiro Público: 0 Árbitros: Charalambos Santos Afentoulidis Vasileios Edoardo Ciano |  |
| 20 de Julho 09:00 | Relatório | Placar por quarto: 9-25, 17-16, 18-22, 12-19                            |       |                                                                                                   |  | HSBC Arena, Rio de Janeiro Público: 0 Árbitros: Charalambos Santos Afentoulidis Vasileios Edoardo Ciano |  |
| 20 de Julho 09:00 | Relatório | Pts: Vsevolod Fadeikin 11 Rbts: Alexey Timoshin 5 Asts: Ivan Nechayev 3 |       | Pts: Audrius Mineikis, Marius Kugauda 13 Rbts: Raimondas Ambrulatis 11 Asts: Gytis Andrijauskas 5 |  | HSBC Arena, Rio de Janeiro Público: 0 Árbitros: Charalambos Santos Afentoulidis Vasileios Edoardo Ciano |  |

| 20 de Julho 13:20 | Relatório | Qatar                                                                 | 53–64 | Brasil                                                                                            |  | HSBC Arena, Rio de Janeiro Público: 0 Árbitros: Ravshan Ganiev Wayne Otto Choi Moon Shig |  |
| 20 de Julho 13:20 | Relatório | Placar por quarto: 14-16, 13-23, 13-12, 13-13                         |       |                                                                                                   |  | HSBC Arena, Rio de Janeiro Público: 0 Árbitros: Ravshan Ganiev Wayne Otto Choi Moon Shig |  |
| 20 de Julho 13:20 | Relatório | Pts: Ali Ali 22 Rbts: Alioune Ndoye, Mohamme Seleem 6 Asts: Ali Ali 3 |       | Pts: Luiz Felipe Lemes 15 Rbts: Luiz Felipe Lemos 6 Asts: Shilton Santos, Frederico Lima Santos 3 |  | HSBC Arena, Rio de Janeiro Público: 0 Árbitros: Ravshan Ganiev Wayne Otto Choi Moon Shig |  |

| 20 de Julho 17:40 | Relatório | Uzbequistão                                                                        | 67–77 | Itália                                                                     |  | HSBC Arena, Rio de Janeiro Público: 0 Árbitros: Vytenis Kazlauskas Mauricio Serour Francisca Lima Filho |  |
| 20 de Julho 17:40 | Relatório | Placar por quarto: 13-20, 22-19, 18-14, 14-24                                      |       |                                                                            |  | HSBC Arena, Rio de Janeiro Público: 0 Árbitros: Vytenis Kazlauskas Mauricio Serour Francisca Lima Filho |  |
| 20 de Julho 17:40 | Relatório | Pts: Vyacheslav Denisov 15 Rbts: Samender Juginisovs 6 Asts: Samender Juginisovs 2 |       | Pts: Vicenzo de Viccaro 21 Rbts: Patrick Baldassare 7 Asts: Stefano Leva 4 |  | HSBC Arena, Rio de Janeiro Público: 0 Árbitros: Vytenis Kazlauskas Mauricio Serour Francisca Lima Filho |  |

| 21 de Julho 09:00 | Relatório | Cazaquistão                                                                | 76–65 | Qatar                                                                            |  | HSBC Arena, Rio de Janeiro Público: 0 Árbitros: Mauricio Serour Anthony Forde Oralia Guenther |  |
| 21 de Julho 09:00 | Relatório | Placar por quarto: 21-22, 22-15, 17-13, 16-15                              |       |                                                                                  |  | HSBC Arena, Rio de Janeiro Público: 0 Árbitros: Mauricio Serour Anthony Forde Oralia Guenther |  |
| 21 de Julho 09:00 | Relatório | Pts: Dimitriy Gavrilov 25 Rbts: Vsevolod Fadeikib 10 Asts: Maxim Smirnov 4 |       | Pts: Alioune Ndoye 24 Rbts: Alioune Ndoye 10 Asts: Ali Ali, Fadi Hani Abilmoni 3 |  | HSBC Arena, Rio de Janeiro Público: 0 Árbitros: Mauricio Serour Anthony Forde Oralia Guenther |  |

| 21 de Julho 13:20 | Relatório | Lituânia                                                                             | 91–81 | Itália                                                                  |  | HSBC Arena, Rio de Janeiro Público: 0 Árbitros: Wayne Otto Choi Moon Shig Ravshan Ganiev |  |
| 21 de Julho 13:20 | Relatório | Placar por quarto: 26-32, 16-9, 22-20, 27-20                                         |       |                                                                         |  | HSBC Arena, Rio de Janeiro Público: 0 Árbitros: Wayne Otto Choi Moon Shig Ravshan Ganiev |  |
| 21 de Julho 13:20 | Relatório | Pts: Gytis Andrijauskas 20 Rbts: Vytautas Sarakauskas 9 Asts: Vytautas Sarakauskas 5 |       | Pts: Patrick Baldassare 29 Rbts: Stefano Leva 4 Asts: Roberto Prandin 4 |  | HSBC Arena, Rio de Janeiro Público: 0 Árbitros: Wayne Otto Choi Moon Shig Ravshan Ganiev |  |

| 21 de Julho 19:50 | Relatório | Uzbequistão                                                                                     | 55–80 | Brasil |  | HSBC Arena, Rio de Janeiro Público: 0 Árbitros: Yunus Janahi Charalambos Santos Afentoulidis Vasileios |  |
| 21 de Julho 19:50 | Relatório | Placar por quarto: 8-16, 11-14, 13-26, 18-32                                                    |       | |  | HSBC Arena, Rio de Janeiro Público: 0 Árbitros: Yunus Janahi Charalambos Santos Afentoulidis Vasileios |  |
| 21 de Julho 19:50 | Relatório | Pts: Vyacheslav Denisov 13 Rbts: A. Koslov, V. Denisov, S. Juginisovs 5 Asts: Evgeniy Shatrov 2 |       | Pts: Luiz Felipe Lemes 29 Rbts: José Ferreira Estevam Júnior, Fernando Coloneze 8 Asts: Luiz Felipe Lemes 5 |  | HSBC Arena, Rio de Janeiro Público: 0 Árbitros: Yunus Janahi Charalambos Santos Afentoulidis Vasileios |  |

## Fase Final
|  | Quartas-de-final | Quartas-de-final  | Quartas-de-final |        |    | Semifinais     | Semifinais          | Semifinais          |                     |  | Disputa pelo ouro | Disputa pelo ouro | Disputa pelo ouro |
|  |                  |                   |                  |        |    |                |                     |                     |                     |  |                   |                   |                   |
|  | A2               | Grécia            | 82               |        |    |                |                     |                     |                     |  |                   |                   |                   |
|  | B3               | Itália            | 64               |        |    |                |                     |                     |                     |  |                   |                   |                   |
|  | B3               | Itália            | 64               |        |    | Grécia         | 83                  |                     |                     |  |                   |                   |                   |
|  |                  |                   |                  |        |    | Grécia         | 83                  |                     |                     |  |                   |                   |                   |
|  |                  |                   | Coreia do Sul    | 67     |    |                |                     |                     |                     |  |                   |                   |                   |
|  | A4               | Coreia do Sul     | Coreia do Sul    | 67     | 85 |                |                     |                     |                     |  |                   |                   |                   |
|  | A4               | Coreia do Sul     |                  |        | 85 |                |                     |                     |                     |  |                   |                   |                   |
|  | B1               | Lituânia          | 73               |        |    |                |                     |                     |                     |  |                   |                   |                   |
|  |                  |                   |                  |        |    |                |                     |                     |                     |  |                   | Grécia            | 64                |
|  |                  |                   |                  | Brasil | 76 |                |                     |                     |                     |  |                   |                   |                   |
|  | A3               | Trinidad e Tobago | 42               |        |    |                |                     |                     |                     |  |                   |                   |                   |
|  | B2               | Brasil            | 67               |        |    |                |                     |                     |                     |  |                   |                   |                   |
|  | B2               | Brasil            | 67               |        |    | Estados Unidos | 52                  |                     |                     |  |                   |                   |                   |
|  |                  |                   |                  |        |    | Estados Unidos | 52                  |                     |                     |  |                   |                   |                   |
|  |                  |                   | Brasil           | 59     |    |                | Disputa pelo bronze | Disputa pelo bronze | Disputa pelo bronze |  |                   |                   |                   |
|  | A1               | Estados Unidos    | 95               |        |    |                |                     | Coreia do Sul       | 83                  |  |                   |                   |                   |
|  | B4               | Catar             | 84               |        |    |                |                     |                     |                     |  |                   | Estados Unidos    | 84                |

### Quartas-de-final
| 22 de Julho 09:00 | Relatório | Grécia                                                                                      | 82–64 | Itália                                                              |  | HSBC Arena, Rio de Janeiro Público: 0 Árbitros: Wayne Otto Charalambos Santos Francisco Lima Filho |  |
| 22 de Julho 09:00 | Relatório | Placar por quarto: 16-16, 21-20, 26-13, 19-15                                               |       |                                                                     |  | HSBC Arena, Rio de Janeiro Público: 0 Árbitros: Wayne Otto Charalambos Santos Francisco Lima Filho |  |
| 22 de Julho 09:00 | Relatório | Pts: Nikos Papanikolaou 17 Rbts: Nikos Papanikolaou, Ioannis Psathas 8 Asts: Thomas Nikos 7 |       | Pts: Roberto Prandin 21 Rbts: Andrea Storchi 4 Asts: Stefano Leva 4 |  | HSBC Arena, Rio de Janeiro Público: 0 Árbitros: Wayne Otto Charalambos Santos Francisco Lima Filho |  |

| 22 de Julho 11:10 | Relatório | Trinidad e Tobago                                                                      | 42–67 | Brasil                                                                                         |  | HSBC Arena, Rio de Janeiro Público: 0 Árbitros: Patrick Rosenow Anthony Forde Oralia Guenther |  |
| 22 de Julho 11:10 | Relatório | Placar por quarto: 11-16, 4-19, 13-15, 14-17                                           |       |                                                                                                |  | HSBC Arena, Rio de Janeiro Público: 0 Árbitros: Patrick Rosenow Anthony Forde Oralia Guenther |  |
| 22 de Julho 11:10 | Relatório | Pts: Stephen Lewis 13 Rbts: Kevin Baquain 9 Asts: K. Baquain, W. Vincent, D. Boxhill 1 |       | Pts: Luiz Felipe Ribeiro 16 Rbts: José Estevam Ferreira Júnior 8 Asts: Frederico Lima Santos 6 |  | HSBC Arena, Rio de Janeiro Público: 0 Árbitros: Patrick Rosenow Anthony Forde Oralia Guenther |  |

| 22 de Julho 13:20 | Relatório | Estados Unidos                                                             | 95–84 | Qatar                                                       |  | HSBC Arena, Rio de Janeiro Público: 0 Árbitros: Gianluca Mattioli Vander Nunes Jr. Afentoulidis Vasileios |  |
| 22 de Julho 13:20 | Relatório | Placar por quarto: 27-20, 15-25, 22-24, 31-15                              |       |                                                             |  | HSBC Arena, Rio de Janeiro Público: 0 Árbitros: Gianluca Mattioli Vander Nunes Jr. Afentoulidis Vasileios |  |
| 22 de Julho 13:20 | Relatório | Pts: Matthew McCraw 33 Rbts: Cleveland Richard 6 Asts: Cleveland Richard 5 |       | Pts: Babcar Marone 22 Rbts: Cheik Ibrahim 7 Asts: Ali Ali 3 |  | HSBC Arena, Rio de Janeiro Público: 0 Árbitros: Gianluca Mattioli Vander Nunes Jr. Afentoulidis Vasileios |  |

| 22 de Julho 15:30 |                                              | Coreia do Sul | 85–73 | Lituânia |  | HSBC Arena, Rio de Janeiro Árbitros: Edoardo Ciano Yunus Janahi Mauricio Serour |  |
| 22 de Julho 15:30 | Placar por quarto: 24-25, 25-4, 15-21, 21-23 |               |       |          |  | HSBC Arena, Rio de Janeiro Árbitros: Edoardo Ciano Yunus Janahi Mauricio Serour |  |

### Semi-finais
| 23 de Julho 10:00 | Relatório | Grécia                                                                            | 83–67 | Coreia do Sul                                                  |  | HSBC Arena, Rio de Janeiro Público: 0 Árbitros: Edoardo Ciano Oralia Guenther Anthony Forde |  |
| 23 de Julho 10:00 | Relatório | Placar por quarto: 24-9, 20-9, 19-23, 20-26                                       |       |                                                                |  | HSBC Arena, Rio de Janeiro Público: 0 Árbitros: Edoardo Ciano Oralia Guenther Anthony Forde |  |
| 23 de Julho 10:00 | Relatório | Pts: Nikos Papanikolaou 18 Rbts: Nikos Papanikolaou 11 Asts: Nikos Papanikolaou 5 |       | Pts: Sueng Ho Ki 14 Rbts: Hwi Ryang Jung 5 Asts: Sueng Ho Ki 4 |  | HSBC Arena, Rio de Janeiro Público: 0 Árbitros: Edoardo Ciano Oralia Guenther Anthony Forde |  |

| 23 de Julho 12:10 | Relatório | Brasil                                                                               | 59–52 | Estados Unidos                                          |  | HSBC Arena, Rio de Janeiro Público: 0 Árbitros: Romualdas Brazauskas Choi Moon Shig Charalambos Santos |  |
| 23 de Julho 12:10 | Relatório | Placar por quarto: 11-12, 16-17, 14-5, 18-18                                         |       |                                                         |  | HSBC Arena, Rio de Janeiro Público: 0 Árbitros: Romualdas Brazauskas Choi Moon Shig Charalambos Santos |  |
| 23 de Julho 12:10 | Relatório | Pts: Frederico Lima Santos 14 Rbts: Luiz Felipe Ribeiro 10 Asts: Wellington Santos 6 |       | Pts: Matthew Holland 17 Rbts: Matthew Holland 9 Asts: - |  | HSBC Arena, Rio de Janeiro Público: 0 Árbitros: Romualdas Brazauskas Choi Moon Shig Charalambos Santos |  |

### Disputa pelo bronze
| 24 de Julho 08:00 | Relatório | Coreia do Sul                                         | 83–84 | Estados Unidos |  | HSBC Arena, Rio de Janeiro Árbitros: Afentoulidis Vasileios Jonas Pereira Vytenis Kazlauskas |  |
| 24 de Julho 08:00 | Relatório | Placar por quarto: 18 - 24, 20 - 21, 22 - 19, 23 - 20 |       |                |  | HSBC Arena, Rio de Janeiro Árbitros: Afentoulidis Vasileios Jonas Pereira Vytenis Kazlauskas |  |

### Disputa pelo ouro
| 24 de Julho 10:10 | Relatório | Grécia                                                | 64–76 | Brasil |  | HSBC Arena, Rio de Janeiro Árbitros: Gianluca Mattioli Ravshan Ganyev Wayne Otto |  |
| 24 de Julho 10:10 | Relatório | Placar por quarto: 14 - 18, 15 - 17, 20 - 21, 15 - 20 |       |        |  | HSBC Arena, Rio de Janeiro Árbitros: Gianluca Mattioli Ravshan Ganyev Wayne Otto |  |

## Classificação final
| Pos.              | País              |
| ----------------- | ----------------- |
| Medalha de ouro   | Brasil            |
| Medalha de prata  | Grécia            |
| Medalha de bronze | Estados Unidos    |
| 4                 | Coreia do Sul     |
| 5                 | Lituânia          |
| 6                 | Itália            |
| 7                 | Trinidad e Tobago |
| 8                 | Catar             |
| 9                 | Cazaquistão       |
| 10                | Chipre            |
| 11                | Uzbequistão       |
| 12                | Canadá            |

## Ligações Externas
- «Página oficial do Basquete no site dos Jogos»